# Jillian York
Jillian York, née le 18 mai 1982, est une militante américaine pour la liberté d'expression. Elle est directrice de la branche pour la liberté d'expression internationale à la Electronic Frontier Foundation (EFF) et membre fondateur de Deep Lab, un collectif d'artistes et de chercheurs. Elle est aussi chroniqueuse pour Al Jazeera English et pour Global Voices Online.

## Carrière
De 2004 à 2007, York passe beaucoup de temps au Maroc. En 2006, York écrit Morocco - Culture Smart!: Le guide essentiel de la culture et des coutumes, un livre de voyage sur le Maroc. Dans un article rédigé en 2011, York écrit sur le rôle des blogs et des médias sociaux au Maroc comme forum de discussion et d'informations.
En 2008, elle rejoint le Berkman Center for Internet & Society, un centre de recherche de l’Université Harvard, spécialisé dans l’étude du cyberespace. Elle collabore à l'OpenNet Initiative, un projet visant à surveiller et à rendre compte du filtrage et de la surveillance sur Internet. Elle a aussi mené des recherches sur les attaques par déni de service distribuées. En 2011, elle rejoint le EFF comme directrice de la liberté d'expression internationale.
Elle est membre fondatrice du collectif féministe Deep Lab avec Addie Wagenknecht. 
York est l'une des principales spécialistes du contrôle et de la censure sur Internet et de la liberté d’expression et des médias sociaux dans le monde arabe. Ses recherches sur le rôle des médias sociaux dans le printemps arabe ont été largement citées.

## Liberté d'expression
Les articles de York sur la liberté d' expression ont été publiés dans The Guardian, Bloomberg et Foreign Policy.
Elle est régulièrement chroniqueuse pour Al Jazeera English. Elle écrit pour Global Voices Online dont elle a aussi fait partie du conseil d'administration. Elle a également co-fondé Talk Morocco, qui a remporté le prix 2010 Deutsche Welle Best of Blogs Award du meilleur blog de langue anglaise. 
York estime que la liberté d'expression doit primer sur les intérêts commerciaux[réf. nécessaire]. York et EFF s'opposent à la loi sur la prévention de la cybercriminalité aux Philippines de 2012 en raison des dispositions limitant les critiques en ligne.
En 2013, lorsque le magazine Wired incluait peu de femmes dans sa liste des meilleurs écrivains et penseurs sur Internet, York faisait partie de ceux qui critiquaient cette absence des femmes. York pense que les femmes ont parfois moins de reconnaissance en tant qu'intellectuelles parlant de technologie parce qu'elles se concentrent sur des sujets moins couverts par les magazines technologiques populaires.

## Récompenses
- 2010 : Deutsche Welle The BOBs (prix du blog), Meilleur blog en anglais, "Talk Morocco"[15]
- 2014 : Knight News Challenge, Fondation John S. et James L. Knight, «OnlineCensorship.org»[19]